# Edmundo González Urrutia
Edmundo González Urrutia, né le 29 août 1949, est un homme politique, diplomate et analyste politique vénézuélien, membre de l'opposition à Nicolás Maduro. Il est ambassadeur du Venezuela en Algérie puis en Argentine quand Hugo Chávez est président. Il siège au comité de rédaction d'El Nacional. Écarté de ses responsabilités, il rejoint l'opposition au chavisme.
En 2024, alors qu'il est président de la Table de l'unité démocratique, il est candidat pour l'élection présidentielle vénézuélienne contre Nicolás Maduro, au nom de l'alliance politique Plateforme unitaire. Edmundo González Urrutia et l'opposition au pouvoir chaviste revendiquent la victoire alors que le Conseil national électoral valide la victoire du président sortant. Le 3 septembre, la justice vénézuélienne émet un mandat d’arrêt contre Edmundo González Urrutia. Il quitte le Venezuela le 7 septembre pour se réfugier en Espagne. Il est reconnu par l'opposition et plusieurs pays comme le président légitime du Venezuela.

## Biographie
Edmundo González Urrutia est né à La Victoria où il suit ses études. Puis, il est diplômé de l’université centrale du Venezuela en relations internationales.

### Carrière diplomatique

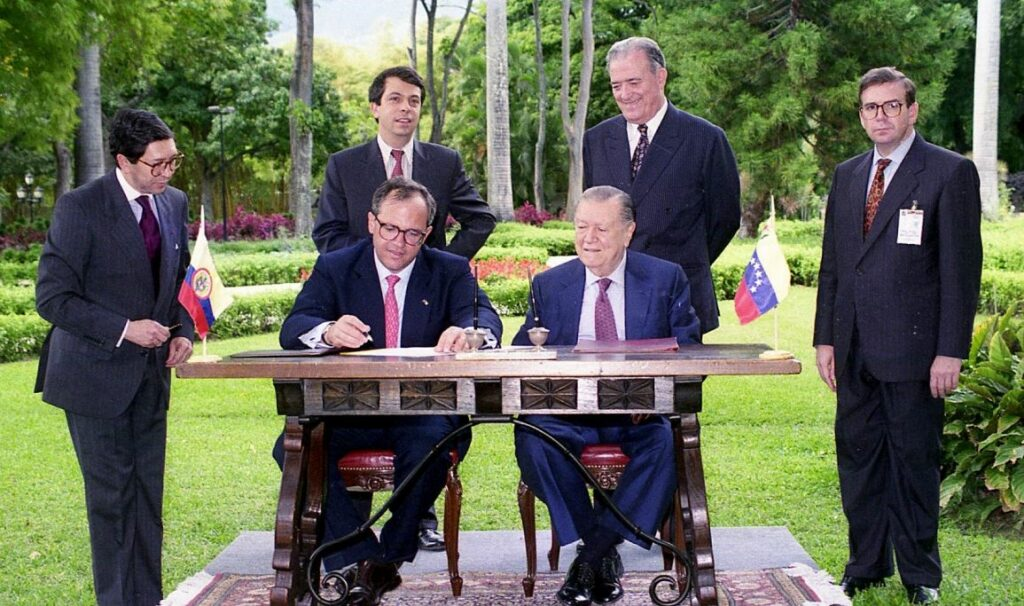
Edmundo González (à droite), en 1994, lors d'une réunion entre Rafael Caldera et Ernesto Samper, alors qu'il était fonctionnaire du ministère des Affaires étrangères.

Il occupe le poste de vice-ministre des Affaires étrangères dans le deuxième gouvernement de Rafael Caldera.
Il est ambassadeur en Algérie au début des années 1990, puis en Argentine entre 1998 et 2002. En 1999, alors qu'Hugo Chávez, leader de la révolution bolivarienne, est président, Edmundo González Urrutia est ambassadeur en Argentine, il sollicite le président argentin Carlos Menem afin que le Vénézuela puisse intégrer la zone de libre-échange du Marché commun du Sud, le Mercosur. Puis, il est « mis sur la touche », il rejoint l'opposition à Hugo Chávez tout en restant discret et sans jamais se présenter à des élections.

### Carrière politique
Lors de la préparation de l'élection présidentielle vénézuélienne de 2024, la candidate Maria Corina Machado, vainqueur des primaires de la Plateforme unitaire, est condamnée, par le pouvoir en place, à un an d’inéligibilité, ce qui l’empêche de se présenter à l'élection présidentielle. Elle est remplacée par Edmundo González Urrutia dont l'inscription est validée par les autorités vénézuelliennes,. Maria Corina Machado lui apporte son soutien.
Selon un sondage de l’institut Datincorp, réalisé en avril 2024, Edmundo González Urrutia obtient 50 % des intentions de vote, contre 18 % pour l'actuel président Nicolás Maduro. À l'issue du vote, le pouvoir en place annonce la réélection de Nicolás Maduro avec 51,2 % des voix contre 44,2 % pour Edmundo González Urrutia. Ce résultat est reconnu par la Russie et la Chine et des pays alliés du pouvoir comme Cuba, le Nicaragua, le Honduras et la Bolivie. Par contre, l'opposition annonce une fraude électorale et réfute les résultats officiels. Neuf pays d’Amérique latine demandent un « réexamen complet [des résultats] avec la présence d’observateurs électoraux indépendants ». Edmundo González Urrutia déclare : « Les Vénézuéliens et le monde entier savent ce qui s’est passé aujourd’hui. Ici, toutes les règles ont été violées, au point que tous les procès-verbaux n’ont pas été remis ». Alors que des manifestations contre le pouvoir chaviste font plusieurs morts, Edmundo González et Maria Corina Machado n'appellent pas à manifester, mais demandent plutôt aux gens d'être présents dans les centres de vote jusqu'à ce que les enregistrements des votes soient publiés. Cependant, le Conseil national électoral (CNE) valide le 2 août la victoire de Nicolás Maduro avec 52 % des voix, mais sans publier le décompte exact des voix et les procès-verbaux des bureaux de vote. Le CNE se justifie de cette non publication en expliquant être victime d’une attaque informatique.

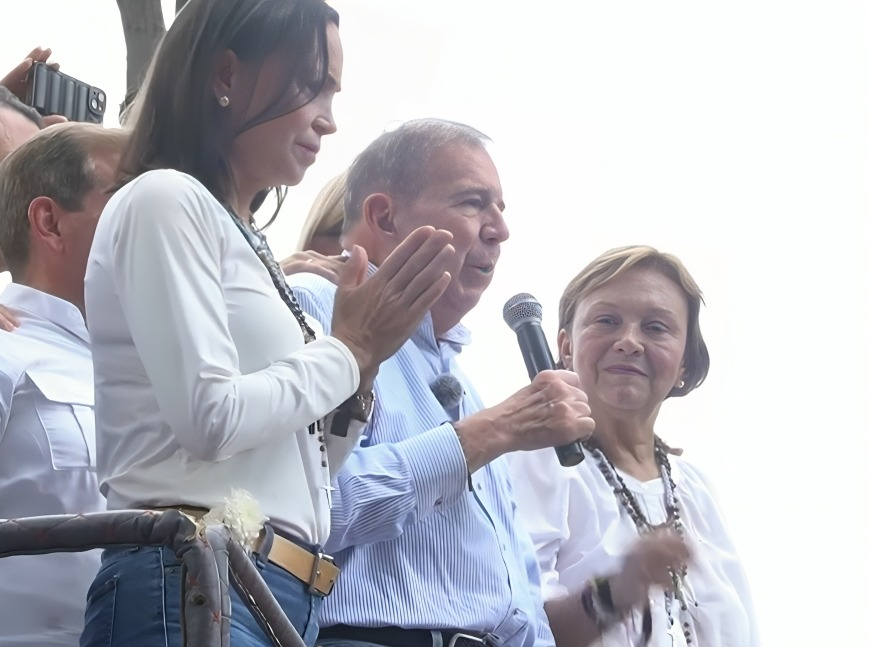
Maria Corina Machado (à gauche) et González Urrutia protestant contre la fraude (30 juillet 2024-).

L'opposition affirme avoir remporté la présidentielle du 28 juillet avec 67 % des voix en publiant comme preuve les procès-verbaux des bureaux de vote (réfutés par Maduro) obtenus grâce à ses scrutateurs. Edmundo González Urrutia et Maria Corina Machado appellent l’armée, pilier du pouvoir, à se ranger « du côté du peuple ». Une enquête criminelle est alors engagée le 5 août contre eux, en particulier pour « usurpation de fonctions, diffusion de fausses informations, incitation à la désobéissance aux lois, incitation à l’insurrection, association de malfaiteurs ».
Edmundo González Urrutia vit, depuis le début août, dans la clandestinité pour se protéger. Il refuse de répondre à la convocation de la Chambre électorale du Tribunal suprême de justice (Tsj), un organe contrôlé par le pouvoir à qui Maduro a confié un audit en réponse aux plaintes de l'opposition pour fraude et à la demande de présentation des enregistrements physiques des votes. L’opposition soutient que le Tsj est incompétent pour résoudre les différents électoraux. González Urrutia déclare : « Si je vais à la Cour suprême […] je mettrai en danger non seulement ma liberté, mais aussi, plus important : la volonté du peuple vénézuélien exprimée le 28 juillet ».
Alors que les manifestations font 24 morts selon des ONG de défense des droits de l’homme avec 2 200 personnes arrêtées selon Nicolás Maduro, Edmundo González Urrutia demande au pouvoir chaviste, dans une vidéo publiée le 10 août, la fin des violences et la libération des personnes arrêtées. Le 3 septembre 2024, la justice vénézuélienne émet un mandat d’arrêt envers Edmundo González Urrutia après que ce dernier ait refusé de répondre à trois convocations de la justice qui voulait l’interroger sur le site Internet de l’opposition qui le désigne comme vainqueur de la présidentielle. Selon le parquet vénézuélien, il s'agit d'un « ordre d’arrestation pour de graves [crimes délivré par un] tribunal compétent en terrorisme »,.
Après s'être réfugié à l'ambassade d'Espagne, Edmundo Gonzalez et son épouse Mercedes, quittent le Venezuela le 7 septembre pour l’Espagne, qui lui accorde l’asile. Le régime vénézuélien lui a délivré un sauf-conduit[Quoi ?] « dans l’intérêt de la paix ».
Le 19 septembre 2024, une coalition d’eurodéputés de droite et d'extrême droite adopte (309 pour, 201 contre) une résolution reconnaissant Edmundo González Urrutia, en tant que « président légitime et démocratiquement élu » du Venezuela.
En 2024, avec María Corina Machado, il reçoit le prix Sakharov.
Il annonce le 25 novembre 2024 vouloir revenir au pays pour prendre ses fonctions le 10 janvier 2025. Le 2 janvier 2025, le gouvernement  vénézuélien, offre une récompense de 100 000 dollars pour la capture de Edmundo González Urrutia.

## Vie privée
Mercedes López se marie à Edmundo González Urrutia à l'âge de 23 ans, après 5 ans de vie commune, alors qu'il est troisième secrétaire de l'ambassade du Venezuela en Belgique. Ensemble, ils ont 2 filles et 4 petits-enfants.